# Assassin’s Creed: Altaïr’s Chronicles
Assassin’s Creed: Altaïr’s Chronicles ist ein 2008 veröffentlichtes Computerspiel von Ubisoft, entwickelt von Gameloft. Es ist dem Action-Adventure-Genre zuzuordnen und erstmals im Februar 2008 für den Nintendo DS erschienen.

## Handlung
Der Hauptcharakter in Assassin’s Creed: Altaïr’s Chronicles ist Altaïr Ibn-La'Ahad, ein Großmeister des Assassinenbundes. Die Geschichte des Spiels handelt vom 12. Jahrhundert während des Dritten Kreuzzugs, bei dem die Kreuzritter gegen die Sarazenen um die Herrschaft über die heilige Stadt Jerusalem kämpfen. Der Spieler hat die Aufgabe, den Templern den heiligen Kelch zu entwenden, ein Artefakt mit einer besonderen Macht, der den Ausgang der Kreuzzüge entscheiden kann. Im späteren Verlauf des Spiels stellt sich heraus, dass es sich bei dem Kelch um die erste große Liebe von Altaïr Ibn-La'Ahad handelt.

## Spielprinzip
Bei Assassin’s Creed: Altaïr’s Chronicles handelt es sich um ein Action-Adventure, das sich aus Elementen der Genres Jump ’n’ Run, Hack and Slay und Stealth-Computerspiel zusammensetzt und dabei im Spielverlauf eine Geschichte erzählt.

## Rezeption
IGN bewertete das Spiel mit 7 von 10 Punkten. Die Videospielseite GameSpot bewertete es mit 6 von 10 Punkten.